# Alvis Reid

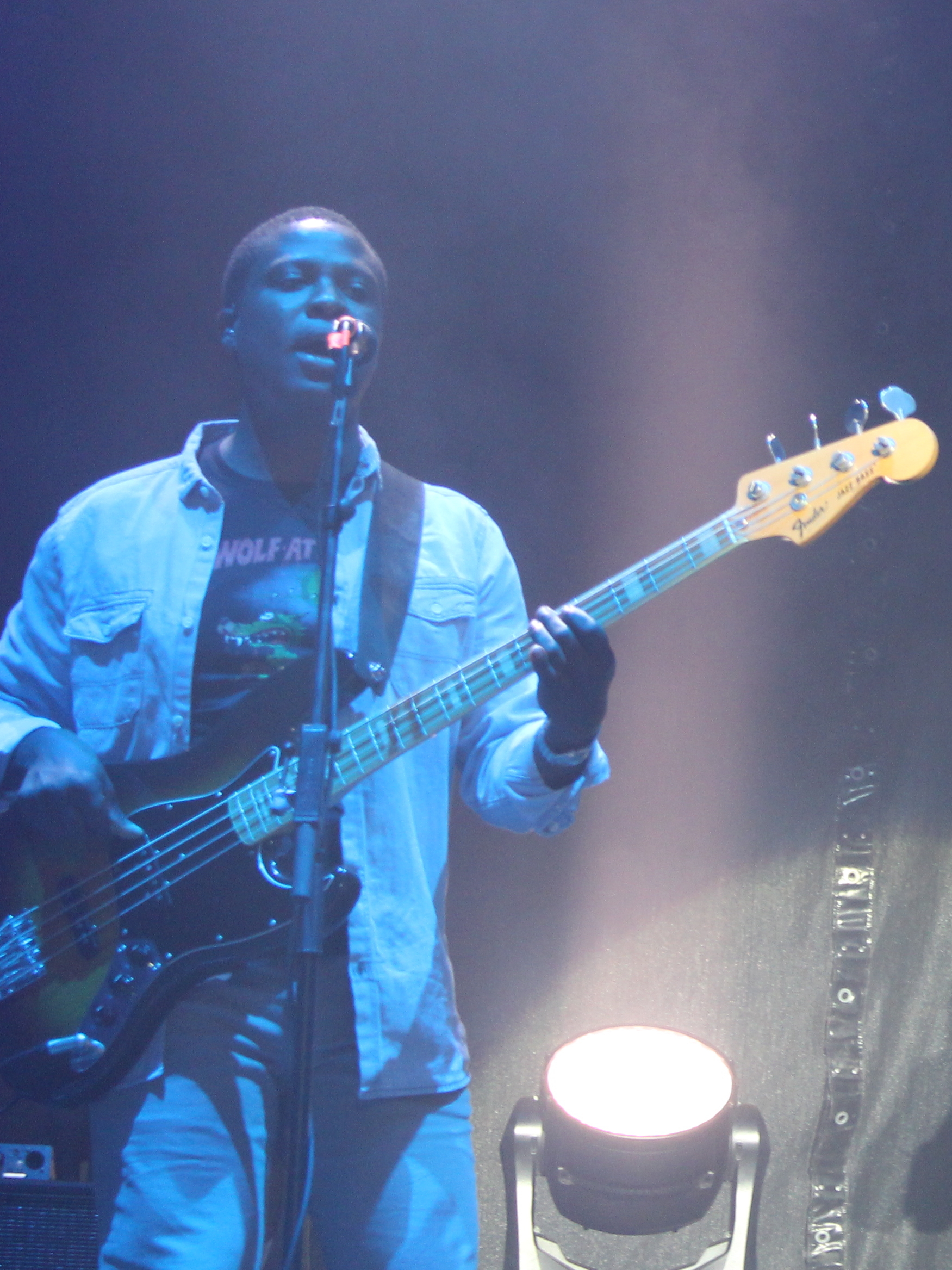
Alvis Reid (2016)

Alvis Reid (* 19. Oktober 1985 in Kingston) ist ein Bassist aus Jamaika, der heute vor allem in Österreich lebt und arbeitet.

## Leben
Alvis Reid wuchs als Sohn eines Pastors in der Nähe von Kingston auf. Mit 14 Jahren begann er im Rahmen der Gospel/Kirchenmusik seines Vaters E-Bass zu spielen. Er besuchte die Oberlin High School und anschließend das Edna Manley College of the Visual and Performing Arts (EMC). Dort setzte Reid sich verstärkt mit Jazz- und Reggae-Musik auseinander und spielte in ersten säkularen Bands mit. Es folgten Konzertreisen quer durch Jamaika, die Karibik und Amerika. Diese Live-Auftritte absolvierte Reid mit jamaikanischen Showgrößen wie Tessanne Chin, Etana, Queen Ifrica, Gyptian, Fantah Mojah, Nadine Sutherland und vielen anderen.
2008 wurde er reguläres Bandmitglied bei der wöchentlich ausgestrahlten TV-Castingshow Digicel Rising Stars. Trotz des Erfolgs entschied sich Reid im Oktober selben Jahres seine musikalische Karriere in Europa fortzusetzen. Er zog nach Österreich und machte das Diplom am Vienna Music Institute.
Mit Bands wie La Cherga und Millions of Dreads begann er durch Europa zu touren. Als Studiomusiker arbeitete er für Künstler wie Samuele Vivian, Dero & Klumzy und Diamusk.
2014 ergänzte er einige Tracks des Albums Werwolf-Attacke – Monsterball ist überall der Ersten Allgemeinen Verunsicherung (EAV) mit seinem Bassspiel. Aufgrund seiner stilistischen Bandbreite, die Pop-Rock, Reggae, Ska, Gospel und Jazz umfasst, engagierte ihn ein Jahr darauf diese Band. Gemeinsam bestritten sie über 170 Auftritte und schlossen 3 weitere Produktionen ab. Im September 2019 fand diese Kollaboration nach einer ausgedehnten Abschiedstournee durch Österreich, Deutschland, Italien und der Schweiz ein Ende. Die unter seinem Mitwirken entstandenen Alben erhielten Gold- sowie Platin-Auszeichnungen.
Heute ist Reid Teil der in der Steiermark renommierten Popband Egon7, von KIXXSYMPHONICS und Dero & Klumzy. Parallel dazu arbeitet an einem eigenen Bandprojekt (Stand Mai 2022), bei welchem er als Komponist und Produzent in Erscheinung treten will.

## Diskographie (Auswahl)
- Samuele Vivian: Mediterranea, Album (2008)
- Jimi D: Fisherman's Son, Album (2009)
- Millions Of Dreads: Summazeit, Single (2012)
- The Uptown Monotones: Fragments in a frame, Album (2014)
- Erste Allgemeine Verunsicherung (EAV): Werwolf-Attacke (Monsterball ist überall!!), Album (2015)
- Erste Allgemeine Verunsicherung (EAV): Was haben wir gelacht..., Album (2016)
- Kyana: What's wrong, Album (2016)
- Dero & Klumzy: For the record, Album (2018)
- Erste Allgemeine Verunsicherung (EAV): Alles ist erlaubt, Album (2018)
- Erste Allgemeine Verunsicherung (EAV): EAVliche Weihnachten – Ihr Sünderlein kommet, Album (2021)